# 蘋果白蘭地

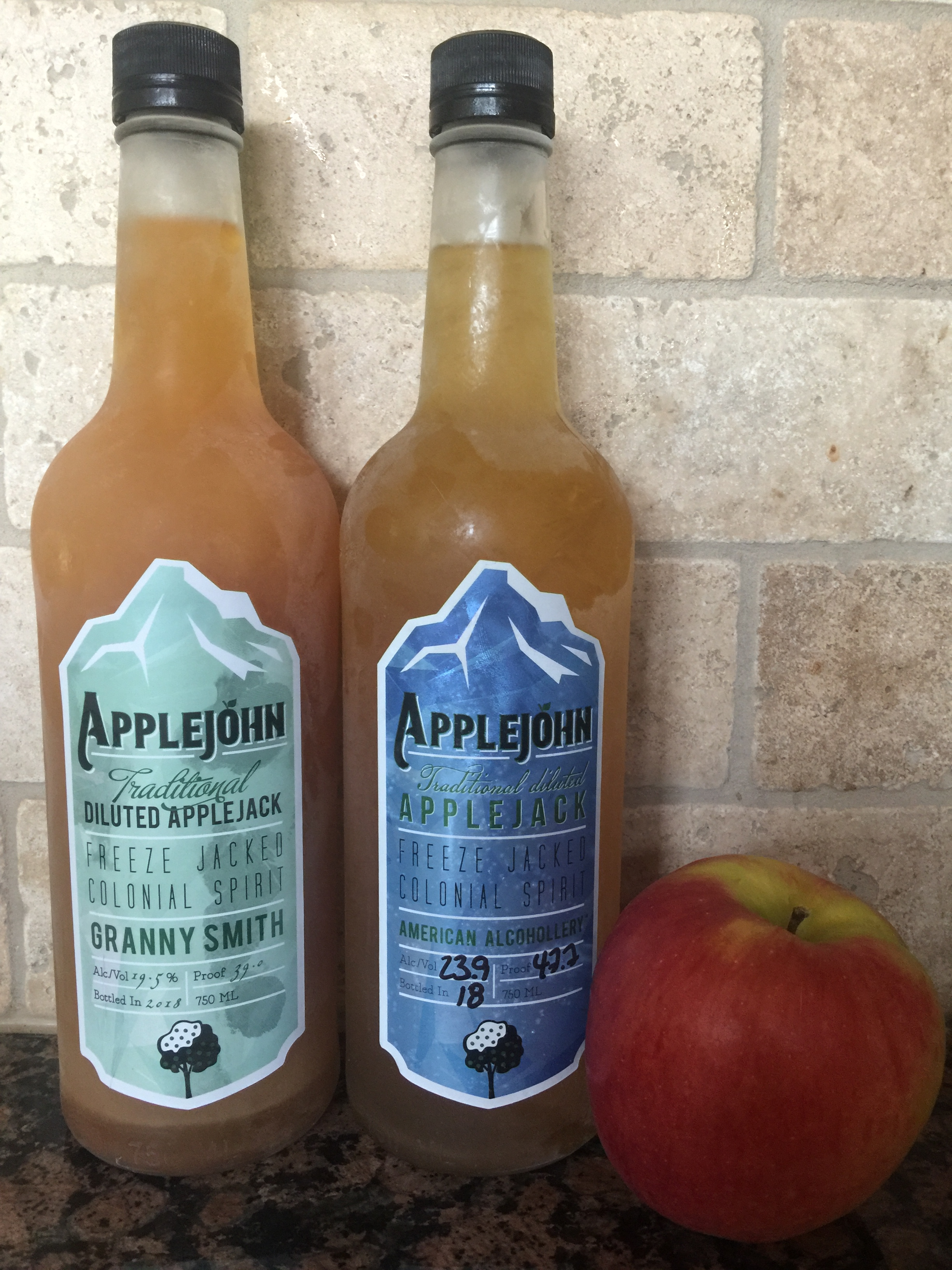
蘋果白蘭地

蘋果白蘭地又稱苹果杰克（Applejack），是一种由苹果制成的烈性酒精饮料。这种酒精饮料在十三殖民地比較流行，但在19世纪和20世纪，由于烈酒之間競爭激烈，蘋果白蘭地沒有之前那麼流行了。 有些人喜歡在鸡尾酒中放入蘋果白蘭地。